# Hereford
|  | Per a altres significats, vegeu «Hereford (desambiguació)». |

Hereford (pronunciat /ˈhɛrᵻfərd/) en gal·lès Henfforddés, és un civil parish del Regne Unit, situat al comtat de Herefordshire (Anglaterra) i és la capital del comtat. La seva posició com a ciutat fronterera entre Gal·les i Anglaterra, situada a la vora del riu Wye, ha determinat la seva història i els atributs especials del seu escut heràldic. Actualment és sobretot una ciutat que combina amb saviesa el conreu de les pomeres i la producció de sidra. El 2005 Hereford va ser distingida amb el guardó de ciutat justa.

## Nom
Es creu que la paraula Hereford ve d'un terme anglosaxó here, que vol dir 'formació de soldats', unit a la paraula ford ('gual'). Si això és cert el nom indicaria que en el seu origen Hereford va sorgir d'un emplaçament per a soldats situat a la vora d'un lloc on es podia travessar el riu Wye. El nom de la ciutat en gal·lès és Henffordd, que vol dir 'camí antic' i probablement fa referència a una via romana i a un antic assentament de l'exèrcit romà que hi havia a prop de Stretton Sugwas.

## Història
El bisbe Putta va establir a Hereford la seu del seu bisbat en una data desconeguda, entre l'any 676 i el 688. Després d'això la ciutat va continuar creixent en importància per estar a prop de la frontera entre Mèrcia i Gal·les, i a finals del segle viii va esdevenir la capital de l'oest de Mèrcia.

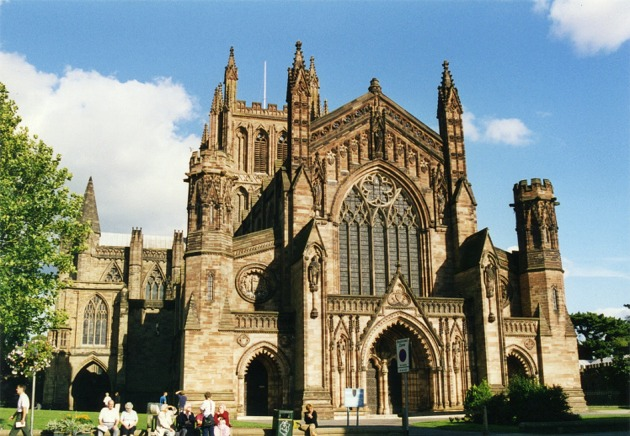
Catedral de Hereford

Les hostilitats entre els anglosaxons i els celtes gal·lesos es van resoldre en una batalla a Hereford el 760, en què els gal·lesos es van alliberar de la influència forana. Durant el regnat d'Etelstan era l'única població a l'oest del riu Severn amb permís per encunyar moneda i, per ser ciutat fronterera, aquest rei va convocar a Hereford una trobada de prínceps gal·lesos. L'any 1055 Gruffydd ap Llywelyn, rei de Gwynedd i Powys, es va aliar amb Ælfgar, fill del comte de Mèrcia que havia estat privat del seu comtat a East Anglia per Harold Godwinson i junts van ocupar Hereford al mateix temps que destruïen el castell de mota i pati que hi havia i calaven foc a la recent construïda catedral. El rei Eduard el Confessor va reaccionar atacant els partidaris de Gruffydd a la ciutat i establint un control més ferm. El 1189 el rei Ricard Cor de Lleó va atorgar una carta de privilegis a la ciutat.
El pont sobre el riu Wye i la catedral es van construir al segle xii. Dos dels bisbes de Hereford van ser persones famoses: sant Thomas de Cantilupe i Thomas Charlton, tresorer reial. El títol de comte de Hereford es va crear el 1043 i aquests hi construïren un castell que va estar en funcionament fins al segle xvii. El 1461, després de la batalla de Mortimer's Cross, Owen Tudor va ser capturat per sir Roger Vaughan, tancat al castell de Hereford i després executat. Temps després Vaughan també seria executat per Jasper, fill d'Owen Tudor.

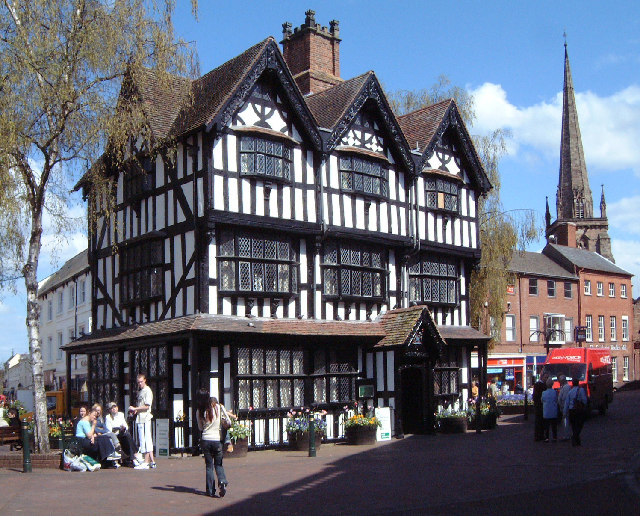
The Old House, casa del 1621

Durant la guerra civil la ciutat va canviar de mans diverses vegades. El 30 de setembre del 1642 les forces dels parlamentaris comandades per sir Robert Harley i Henry Grey, 1r comte de Stamford van ocupar la ciutat sense oposició. Al desembre es van retirar a Gloucester perquè arribaven les forces reialistes comandades per lord Herbert. Entre el 23 d'abril i el 18 de maig del 1643 la ciutat va tornar a ser possessió dels parlamentaris, comandats per sir William Waller, però va ser l'any 1645 quan va haver més acció. El 31 de juliol del 1645 un exèrcit escocès de 14.000 soldats capitanejats per Alexander Leslie, 1r comte de Leven, van assetjar la ciutat però van trobar una dura resistència i es van retirar l'1 de setembre quan van rebre la notícia que un exercit comandat pel rei Carles s'apropava. Finalment els parlamentaris, amb els coronels Brich i Morgan, van prendre possessió de la ciutat el 18 de desembre del 1645. Acabada la guerra, el rei va mostrar la seva gratitud dotant l'escut de la ciutat amb els tres lleons de Ricard Cor de Lleó, deu sautors d'Escòcia que representen els deu regiments escocesos que van ser derrotats, una estranya cresta de lleó al capdamunt de l'escut que simbolitza «defensor de la fe» i un símbol encara més rar un elm daurat de tres barres en el cancell, que només es troba a l'escut de la ciutat de Londres.
Durant la primera guerra mundial, l'any 1916, es va produir un incendi al teatre Garrick de la ciutat on hi van morir vuit noies que participaven en el concert de caritat que s'estava fent.
El 1940 es va inaugurar un aeròdrom de la Royal Air Force, que va servir d'entrenament a molts pilots fins que va tancar el 1999.

## Clima
Com a la resta del país, Hereford té els trets del clima atlàntic, amb temperatures que varien segons les estacions i amb precipitacions moderades durant tot l'any. L'estació meteorològica més propera és la de Credenhill, que ha aportat dades durant 30 anys, i està situada a 4 milles (6 km) al nord-est del centre de la ciutat. Anteriorment al 2001, hi havia una altra estació meteorològica a Preston Wynne (7 milles, 11 km cap al nord-est) que proveïa de dades comparatives.
Des del 2001, la temperatura més alta enregistrada a Hereford Credenhill és la de 33.6 °C (92.5 °F) durant el juliol del 2006, i la més baixa és de —15.8 °C (3.6 °F) durant el desembre del 2010.

## Economia

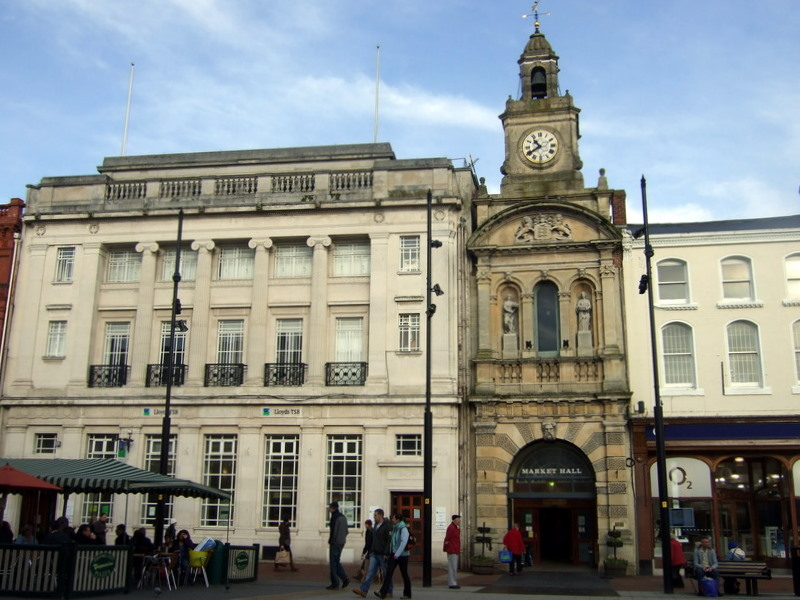
Edifici del mercat

Per ser capital comarcal, Hereford té molts llocs de treball en el sector de serveis, en especial a les oficines administratives, els hospitals i les escoles. També el sector industrial aporta llocs de treball, en concret: les fàbriques de sidra Bulmers (actualment comprada per la marca holandesa Heineken), Weston's Cider, Woodpecker Cider, Strongbow i  Bulmers Cider; la fàbrica d'aliatge de niquel Special Metals Wiggin Ltd; la de productes alimentaris Cargill Meats Europe; els productors de tubs galvanitzats Painter Brothers , que van fabricar un monument de Londres anomenat The Skylon; els fabricants de cervesa Spinning Dog Brewery, Wye Valley Brewery .
Hereford no ha perdut el seu caràcter rural, al seu terme municipal es crien ramats i hi ha una raça bovina que porta el nom de la ciutat, les vaques Hereford, que es poden veure a la fira anual local. No tan sols serveixen per produir llet i carn, la ciutat és famosa pels productes de pell que se n'obtenen.
El 2005 Hereford va rebre la nominació de ciutat justa, que es concedeix a les ciutats on la relació preu qualitat i relació amb el client la distingeix.
Recentment s'ha creat una universitat d'enginyeria, la New Model in Technology and Engineering.

## Agermanaments
Hereford té relacions d'agermanament amb:
- Dillenburg (Alemanya)
- Vierzon (França)

## Llocs d'interès

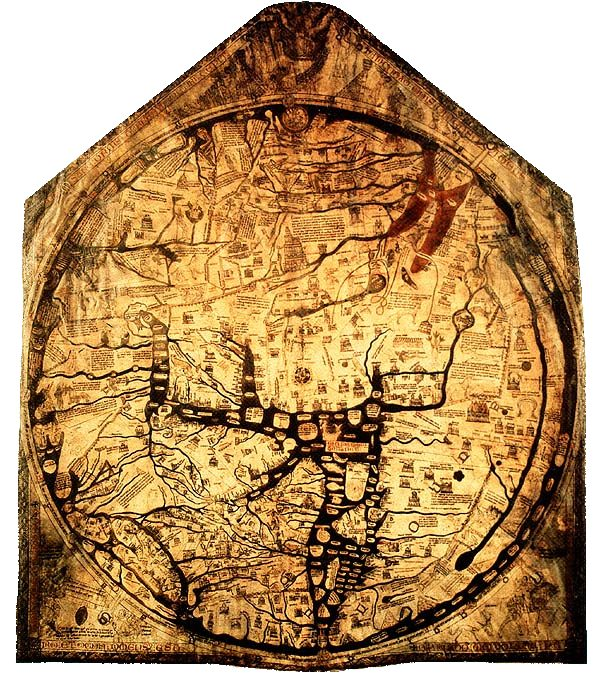
El Mappa Mundi de Hereford

- L'estàtua del compositor Edward Elgar, que va viure a Hereford entre 1904 i 1914.
- The Old House, una casa amb entramat de fusta d'estil jacobita, construïda el 1621.
- El museu d'arts decoratives, Hereford Museum and Art Gallery.
- La catedral de Hereford, que es va començar a construir el 1079 i conté un mappa mundi del segle xiii.[18]